# Färggölen, Småland
Färggölen är en sjö i Hultsfreds kommun i Småland och ingår i Viråns huvudavrinningsområde.